# Abdulhamid Zhanibekov
Abdulhamid Sharshenbievich Zhanibekov (en ruso: Абдулхамид Шаршенбиевич Джанибеков, Astracán, 1879-1955) fue un etnógrafo y escritor ruso, uno de los creadores de la escritura en idioma nogayo.